# Ulica Staromłyńska we Wrocławiu

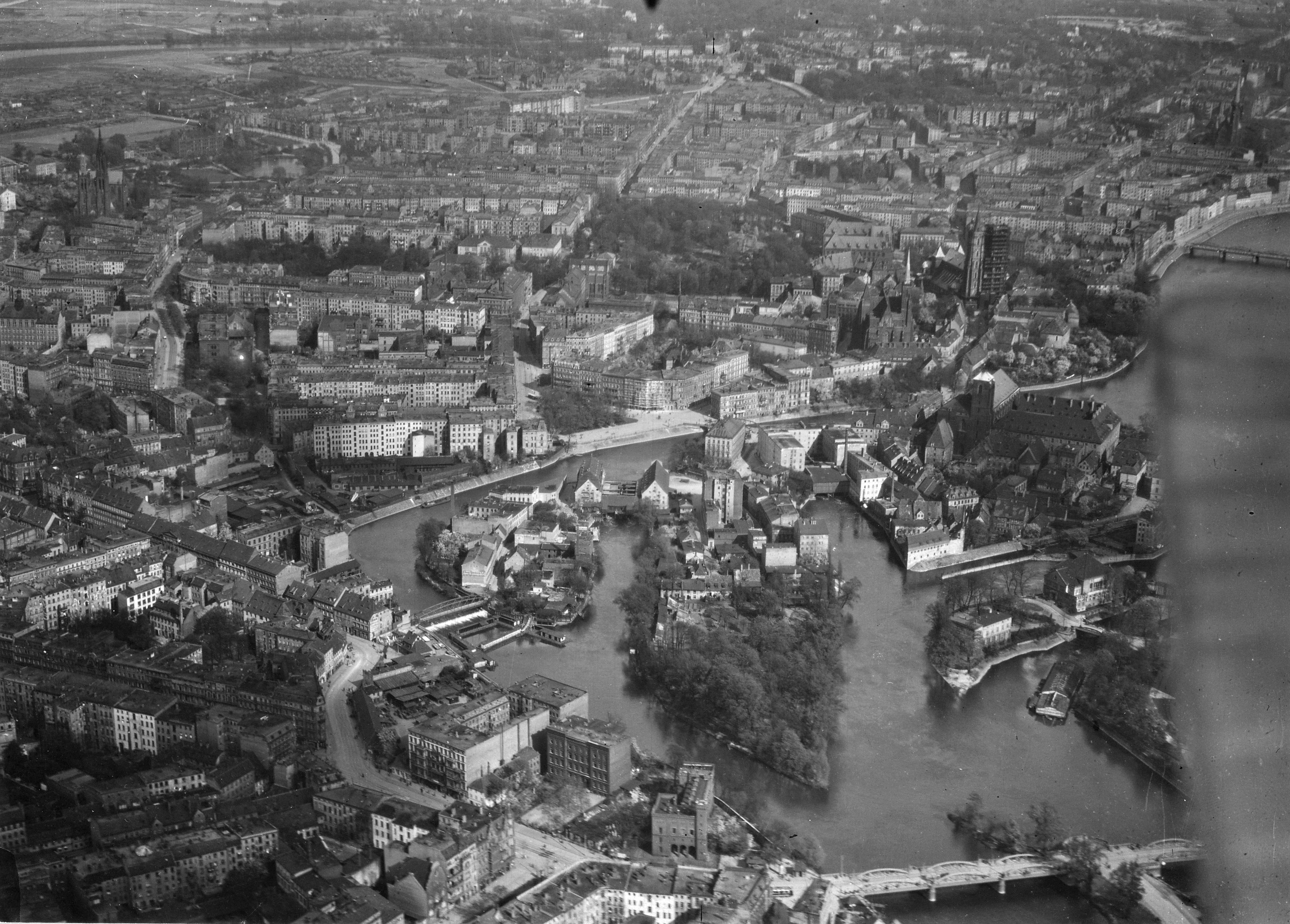
Wyspy ok. 1920 r., widoczna przedwojenna zabudowa m.in. ul. Staromłyńskiej.

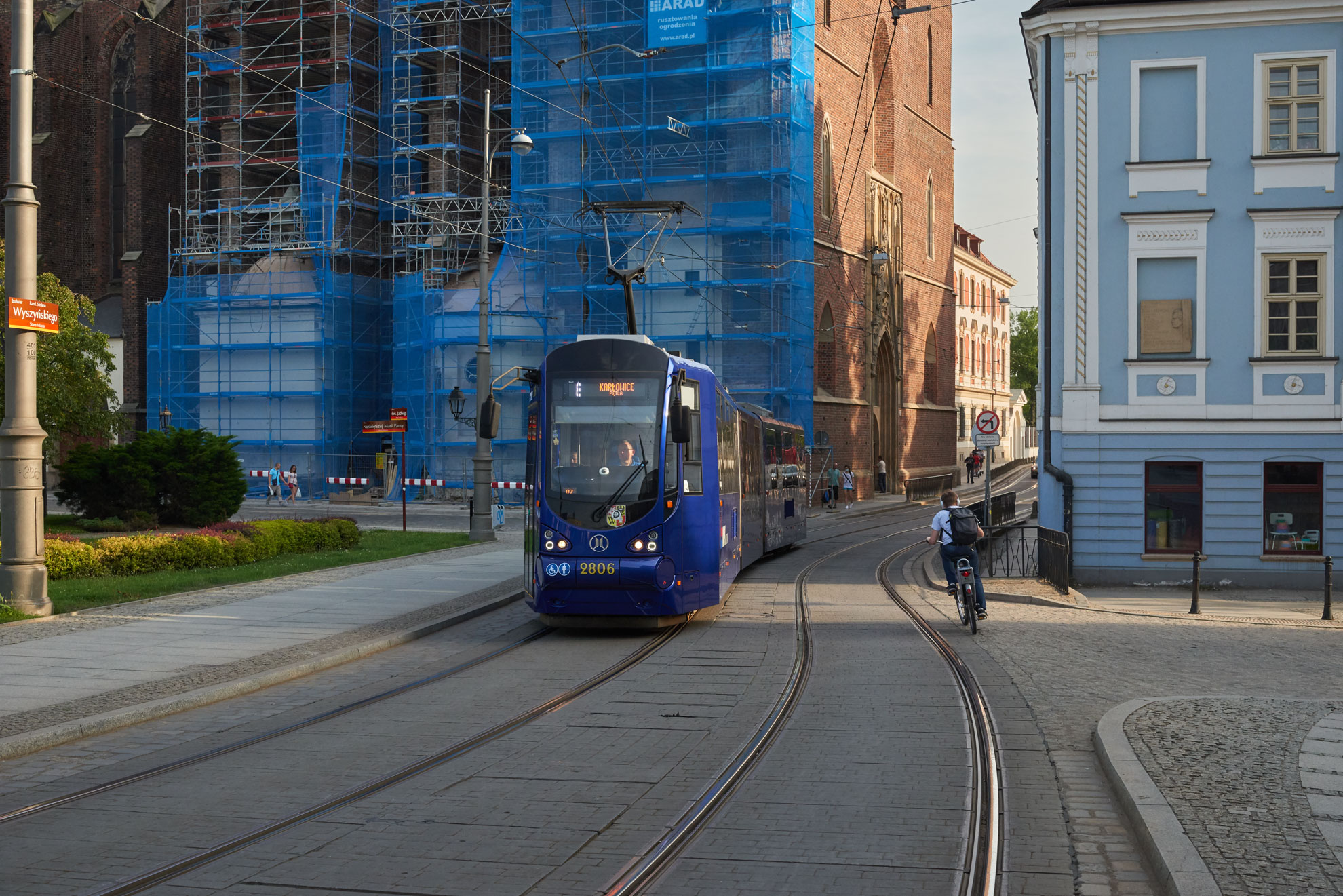
Początek ulicy (po prawej).

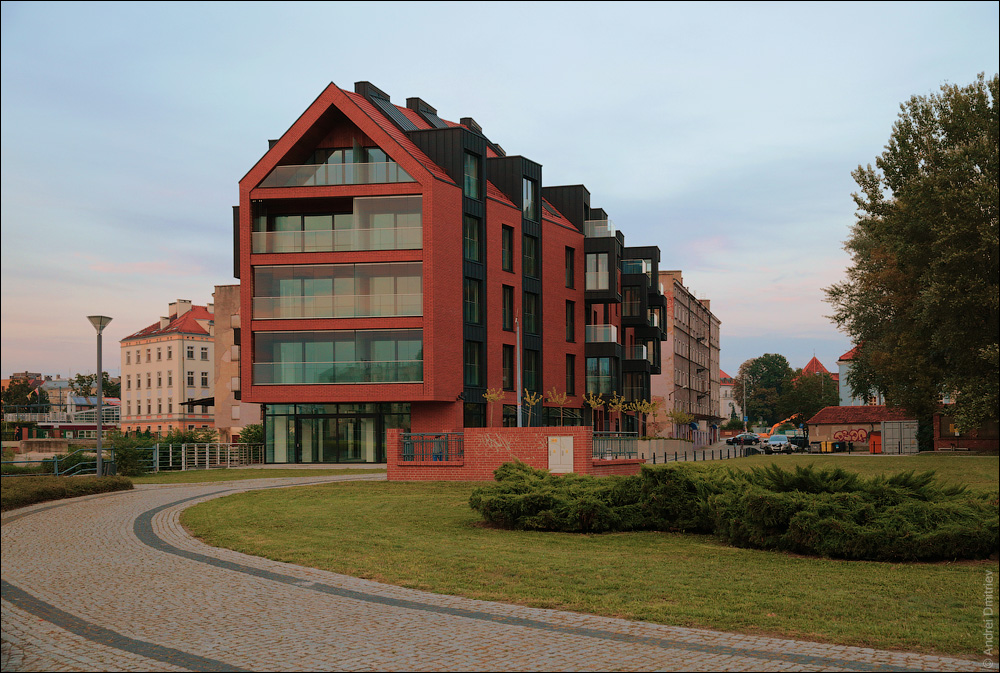
Rezydencja Piasek.

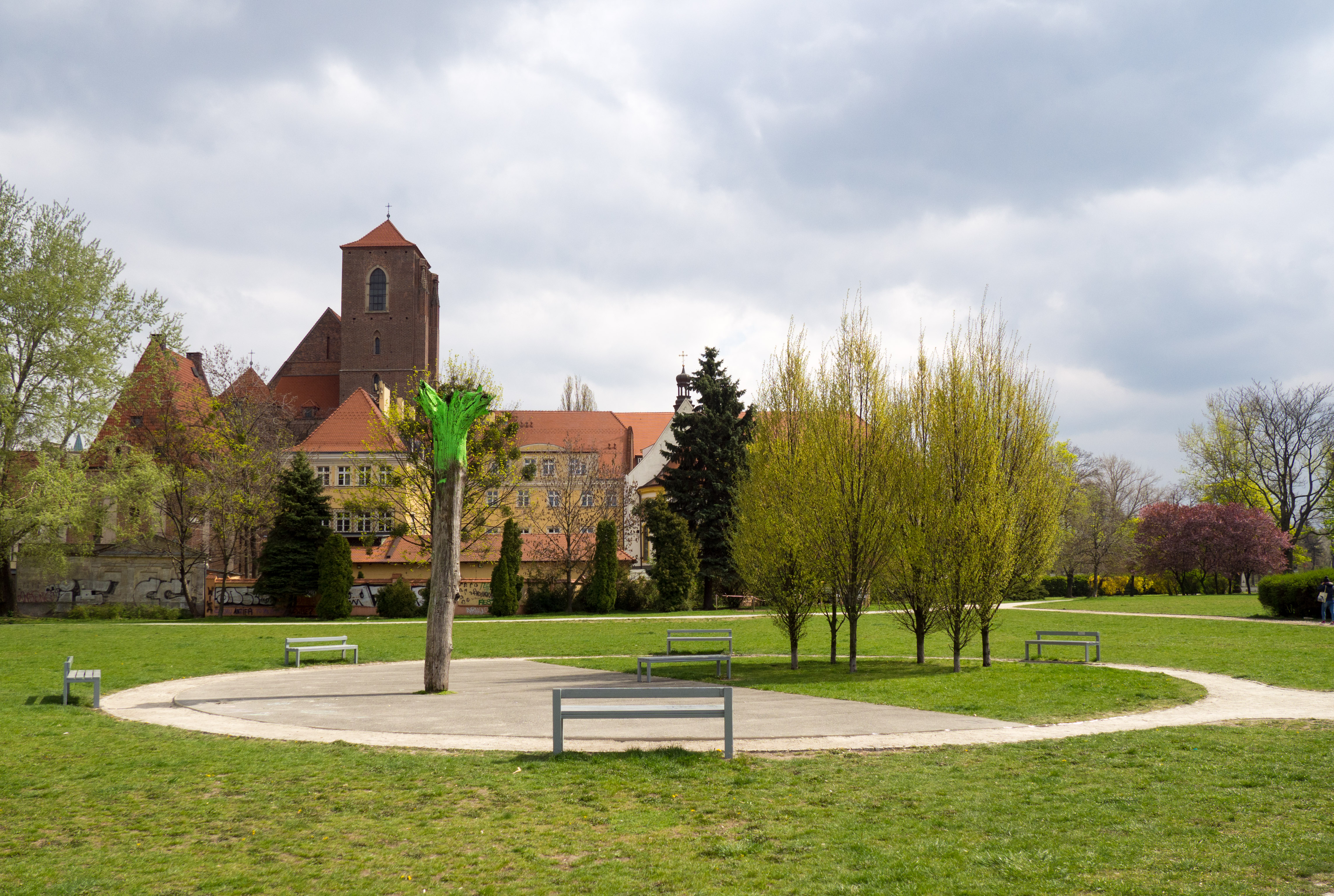
Blw. Kulczyńskiego, Żywy Pomnik ARENA.

Ulica Staromłyńska – ulica położona we Wrocławiu na wyspie Piasek w ramach osiedla Stare Miasto i dawnej dzielnicy Śródmieście. Obejmuje drogę gminną o długości 101 m. Po północnej stronie ulicy znajduje się zabytkowy zespół młynów zbożowych "Maria" i "Feniks".

## Historia
Ulica powstała w XIII wieku i biegła pierwotnie od obecnej ulicy św. Jadwigi do ulicy Wodnej. Jej historia związana jest między innymi z położonymi tu młynami. Powstały one już w XIII-XIV wieku. Ich przebudowa do formy współczesnej nastąpiła w latach 1844-1846. Później w kolejnych latach następowały kolejne przebudowy. Oprócz młynów przy ulicy znajdowały się między innymi nadrzeczne słodownie, łaźnia opacka, o której pierwsze wzmianki pochodzą już z 1326 r., oraz tzw. plac sądowy, będący w rzeczywistości miejscem kaźni. Ulica została całkowicie zbudowana do końca pierwszej połowy XVIII wieku. Zabudowę tę stawił pożar, a odbudowa miała miejsce w 1791 r. Kolejny obiekt zbudowano tu w latach 1909-1910 i była to miejska jadłodajnia (pod numerem 4/5).
Zabudowa przedwojenna ulicy została zniszczona w wyniku działań wojennych podczas oblężenia Wrocławia w 1945 r. Zachował się jedynie wschodni odcinek ulicy z zespołem młynów i kamienicą przy skrzyżowaniu z ulicą św. Jadwigi.
W 2020 r. zbudowano Kładkę Piaskową, która połączyła Wyspę Piasek z Wyspą Słodową. W latach 2010–2013 trwała budowa współczesnego budynku mieszkalno-usługowego Rezydencja Piasek przy ulicy Staromłyńskiej 4 .

## Nazwy
W swojej historii ulica nosiła następujące nazwy:
- Mühlgasse, do 1945 r.[4][11]
- Staromłyńska, od 1945 r.[1][4][11].

Współczesna nazwa ulicy została nadana przez Zarząd Miejski i ogłoszona w okólniku nr 97 z 31.11.1945 r..

## Układ drogowy
Do ulicy przypisana jest droga gminna nr 105273D (numer ewidencyjny drogi G1052730264011) o długości 101 m. Ulica położona jest na działkach ewidencyjnych o łącznej powierzchni 1.200 m2.
Ulice i inne drogi powiązane z ulicą Staromłyńską:
- skrzyżowanie: ulica św. Jadwigi[1][13], Bulwar Wyszyńskiego
- skrzyżowanie z deptakiem: wyspa Piasek[2]
- skrzyżowanie z deptakiem:
  - bulwar Stanisława Kulczyńskiego[2][14]
  - Kładka Piaskowa[2][8]

Wzdłuż ulicy św. Jadwigi przebiega torowisko tramwajowe dla obsługi przebiegających tu linii tramwajowych w ramach komunikacji miejskiej .
Drogi w tym rejonie położone są w strefie zamieszkania i ograniczonej prędkości z ograniczeniem prędkości jazdy do 20 km/h. Ulica, podobnie jak wszystkie łączące się z nią wyżej wymienione drogi, przeznaczona jest także dla ruchu rowerowego.

## Zabudowa i zagospodarowanie
Po stronie północnej ulicy znajduje się zabytkowy zespół młynów zbożowych "Maria" i Feniks", położony nad kanałem Młyna Maria rozdzielającym wyspę Piasek od wyspy Młyńskiej i Wyspy Słodowej. Przy ulicy Staromłyńskiej 2a w ramach tego zespołu położony jest młyn "Maria". Dalej znajduje się współczesny budynek przy ulicy Staromłyńskiej 4 . Wolny teren między młynem a nowym budynkiem może być zabudowany, przy czym wysokość tej zabudowy nie może przekraczać 14 m. Wskazuje się na możliwość budowy nad kanałem pomostu wzdłuż brzegu i kładki do wyspy Młyńskiej.
Po stronie południowej w początkowym biegu znajduje się zabytkowa kamienica przy ulicy św. Jadwigi 9. Dalsze posesje numer 1-5 pozostają niezabudowane i częściowo wykorzystywane są na parking, za którym położony jest zespół zabudowy klasztoru Sióstr Salezjanek przy ulicy św. Jadwigi 11. Końcowy odcinek ulicy łączy się z drogami pieszo-rowerowymi przebiegających przez tereny zieleni urządzone w ramach bulwaru Stanisława Kulczyńskiego. Wolne od zabudowy tereny przy ulicy przeznaczone są pod zabudowę usługową i w niewielkim stopniu mieszkalną. Dopuszcza się budowę budynków do 18 m wysokości od strony ulicy i do 9 m wysokości bliżej bulwaru.
Ulica zlokalizowana jest w obszarze położonym na wysokości bezwzględnej pomiędzy 117,9 a 120,1 m n.p.m.. Objęta jest rejonem statystycznym nr 934020, na którym występuje gęstość zaludnienia 3529 osób/km², przy 1.044 osobach zameldowanych w tym rejonie (stan na 31.12.2019 r.).

## Ochrona i zabytki
Obszar, na którym położony jest ulica Staromłyńska, podlega ochronie w ramach zespołu urbanistycznego Ostrowa Tumskiego i wysp: Piaskowej, Bielarskiej, Słodowej i Tumskiej, wpisanego do rejestru zabytków pod nr rej.: 195 z 15.02.1962 r. oraz A/678/213 z 12.05.1967 r., jak również ochronie podlega obszar samej wyspy Piasek. Inną formą ochrony tych obszarów jest ustanowienie historycznego centrum miasta, w nieco szerszym obszarowo zakresie niż wyżej wskazany zespół urbanistyczny, jako pomnik historii  . Samo miasto włączyło ten obszar jako cenny i wymagający ochrony do Parku Kulturowego "Stare Miasto", który zakłada ochronę krajobrazu kulturowego oraz uporządkowanie, zachowanie i właściwe kształtowanie krajobrazu kulturowego oraz historycznego charakteru najstarszej części miasta . Ochronę tego obszaru uzupełniają ustalenia zawarte w miejscowym planie zagospodarowania przestrzennego. Teren ten leży w strefie ochrony konserwatorskiej. Wymaga się tu między innymi zachowania historycznego układu ulicy, stosowania kamiennych nawierzchni dla chodników, ulic i wnętrz urbanistycznych oraz kreowania kamienicowego charakteru zabudowy z odtwarzaniem jej historycznego podziału.
| obiekt, położenie | powstanie, nr rej.                                                                                                   | fotografia |
| --- | --- | ---------- |
| strona północna | |            |
| Zespół młynów zbożowych "Maria" i Feniks", założenia przestrzenne ulica Staromłyńska, wyspa Słodowa                                                                  | 1267 r. (zniszczone), 1793 r., lata 40. i 80. XIX wieku, początek XX wieku, około 1950 r. gez, mpzp                  |            |
| Młyn "Maria" w zespole młynów zbożowych "Maria" i "Feniks", obecnie nieużytkowany ulica Staromłyńska 2a                                                              | 1793 r., lata 40. i 80. XIX wieku, początek XX wieku, około 1950 r. rejestr zabytków: nr A/5958 z dnia 23.02.2015 r. |            |
| Rynny młyńskie młyna "Maria" w zespole młynów zbożowych "Maria" i "Feniks" w ramach kanału Młyna Maria ulica Staromłyńska 2a                                         | 1793 r., lata 40. i 80. XIX wieku, początek XX wieku, około 1950 r. gez, mpzp                                        |            |
| strona południowa | |            |
| Kamienica z Apteką "Pod Królem Salomonem", obecnie budynek mieszkalno-usługowy ulica św. Jadwigi 9                                                                   | 1795 r., remont 2009 r. rejestr zabytków: nr A/4038/41 z dnia 29.03.1949 r. oraz A/1593/36 z dnia 26.10.1961 r.      |            |
| Kostnica p/kaplicy cmentarnej św. Anny klasztoru Kanoników Regularnych, obecnie budynek nieużytkowany (gospodarczy) klasztoru Sióstr Salezjanek ulica św. Jadwigi 11 | 1837 r., 1976 r. gez, mpzp                                                                                           |            |

## Baza TERYT
Dane Głównego Urzędu Statystycznego z bazy TERYT, spis ulic (ULIC):
- województwo: DOLNOŚLĄSKIE (02)
- powiat: Wrocław (0264)
- gmina/dzielnica/delegatura: Wrocław (0264011) gmina miejska
- Miejscowość podstawowa: Wrocław (0986283) miasto
- Nazwa ulicy: ul. Staromłyńska (20958).